# Miridius quadrivirgatus
Miridius quadrivirgatus – gatunek pluskwiaka z rodziny tasznikowatych i podrodziny Mirinae.
Ciało długości od 9 do 11 mm. Pierwszy człon czułków długi. Przez całą długość głowy, przedplecza i tarczki biegną nieprzerywane czerwone i kremowe pasy. Klinik czerwony.
W Europie wykazany został z Albanii, Azorów, Belgii, Bułgarii, Chorwacji, europejskiej Turcji, Francji, Grecji, Hiszpanii, Holandii, Niemiec, Portugalii, Szwajcarii, Ukrainy, Wielkiej Brytanii i Włoch. Ponadto znany z Wysp Kanaryjskich.